# رایخ‌اورد
رایخ‌آورد (به هلندی: Ruigoord) یک منطقهٔ مسکونی در هلند است که در Amsterdam واقع شده‌است.